# Arsenura biundulata
Arsenura biundulata, denominado vernacularmente ursa, é um inseto da ordem Lepidoptera; uma mariposa, ou traça, noturna e neotropical da família Saturniidae e subfamília Arsenurinae; classificada em 1906 por William Schaus nas páginas 85-86 do texto "Descriptions of new South American moths", publicado nos Proceedings of the United States National Museum, volume 30; a sua distribuição geográfica sendo endêmica para o Brasil meridional e Argentina, com seu holótipo coletado no Rio Grande do Sul. Eurico Santos diz ser uma "magnífica mariposa de 155 mm de envergadura"; o termo de seu descritor específico, biundulata, provavelmente se referindo aos desenhos formando linhas onduladas na parte interna das asas.